# The Masters Revisited
| Recensione | Giudizio |
| ---------- | -------- |
| AllMusic   | [ 1 ]    |

The Masters Revisited è un album discografico di Ralph Burns, pubblicato dalla casa discografica Decca Records nel luglio del 1957.

## Tracce
Lato A
1. Pictures at an Exhibition: Promenade - Little Gnome (Modest Moussorgsky) – Registrato il 22 gennaio 1957 a New York
2. Pictures at an Exhibition: Promenade - The Old Castle (Modest Moussorgsky) – Registrato il 22 gennaio 1957 a New York
3. Pictures at an Exhibition: Promenade - Tuileries (Modest Moussorgsky) – Registrato il 25 gennaio 1957 a New York
4. Pictures at an Exhibition: Promenade - Little Chicken Conga (Modest Moussorgsky) – Registrato il 25 gennaio 1957 a New York
5. Pictures at an Exhibition: Catacombs (Modest Moussorgsky) – Registrato il 25 gennaio 1957 a New York
6. Pictures at an Exhibition: Promenade - Limoges, The Market Place (Modest Moussorgsky) – Registrato il 25 gennaio 1957 a New York
7. Pictures at an Exhibition: The Gates of Kiev (Modest Moussorgsky) – Registrato il 22 gennaio 1957 a New York

Lato B
1. Andalucia (Suite Espagnole): Cordoba (Ernesto Lecuona) – Registrato il 28 gennaio 1957 a New York
2. Andalucia (Suite Espagnole): Andalucia (Ernesto Lecuona) – Registrato il 25 gennaio 1957 a New York
3. Andalucia (Suite Espagnole): Alhambra (Ernesto Lecuona) – Registrato il 28 gennaio 1957 a New York
4. Andalucia (Suite Espagnole): Gitanerias (Ernesto Lecuona) – Registrato il 28 gennaio 1957 a New York
5. Andalucia (Suite Espagnole): Guadalquiver (Ernesto Lecuona) – Registrato il 28 gennaio 1957 a New York
6. Andalucia (Suite Espagnole): Malagueña (Ernesto Lecuona) – Registrato il 28 gennaio 1957 a New York

## Musicisti
- Ralph Burns - conduttore orchestra, arrangiamenti, pianoforte
- Componenti dell'orchestra non accreditati